# Diatraea tabernella
Diatraea tabernella is een vlinder van de familie van de grasmotten (Crambidae). De wetenschappelijke naam van deze soort is voor het eerst voorgesteld door Harrison Gray Dyar Jr. in een publicatie uit 1911.
De soort komt voor in Costa Rica, Panama en Colombia.
Diatraea tabernella voedt zich met suikerriet resulterend in gaatjes in de stengels. De veroorzaakte schade vergemakkelijkt het binnendringen van de schimmel Glomerella tucumanensis waardoor roodrot ontstaat.